# Sergej Revin
Sergej Nikolajevič Revin (rusky Сергей Николаевич Ревин, *12. ledna 1966 v Moskvě, RSFSR, SSSR) byl původně inženýr společnosti RKK Eněrgija, v letech 1996–2017 ruský kosmonaut, člen oddílu kosmonautů RKK Eněrgija, resp. od roku 2011 oddílu Střediska přípravy kosmonautů. Od jara 2011 byl zařazen do posádky Expedice 31/32 na Mezinárodní vesmírnou stanici (ISS), ke svému prvnímu kosmickému letu vzlétl v květnu 2012, ve vesmíru prožil 125 dní.

## Život

### Mládí
Sergej Revin pochází z Moskvy, po střední škole byl roku 1983 přijat ke studiu na Moskevském institutu elektronické techniky (Московский институт электронной техники), který absolvoval roku 1989. V letech 1989–1993 pracoval ve společnosti „NPO měřící techniky“ v Kaliningradu, poté získal zaměstnání v NPO Eněrgija (dnes RKK Eněrgija).

### Kosmonaut

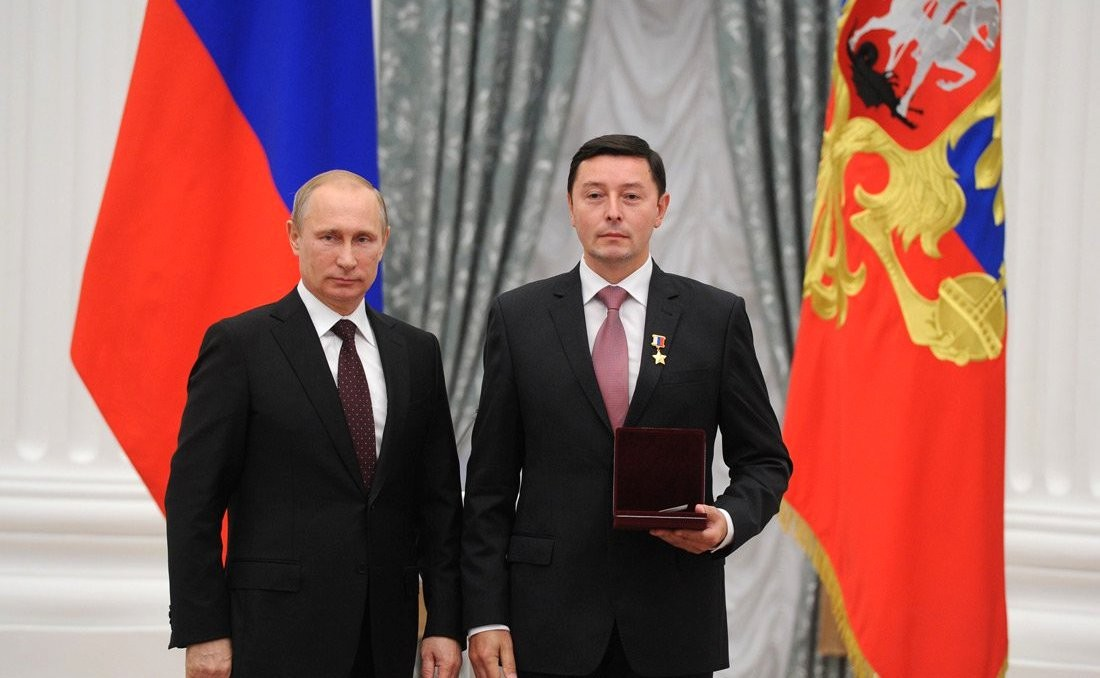
Sergej Revin přebírá od prezidenta Putina vyznamenání Hrdina Ruské federace, 31. července 2014

Přihlásil se k výběru kosmonautů a 9. února 1996 získal doporučení Státní meziresortní komise ke kosmonautickému výcviku. Zařazen do oddílu kosmonautů RKK Eněrgija byl 2. dubna téhož roku. Absolvoval dvouletou všeobecnou kosmickou přípravu a 17. června 1998 získal kvalifikaci zkušební kosmonaut.
Byl zařazen mezi kosmonauty připravující se na lety na Mezinárodní vesmírnou stanici (ISS). Už v červenci 1997 byl zařazen do záložní posádky 1. návštěvní expedice na ISS, připravoval se k misi, ale v srpnu 2000 byl nahrazen Konstantinem Kozejevem.
Znovu byl do některé posádky vybrán až po osmiletém čekání. V červenci 2008 byl zařazen do záložní posádky Expedice 25, v říjnu 2008 byl přesunut do záložní posádky Expedice 27 (start v březnu 2011). V červenci 2009 byl paralelně jmenován členem hlavní posádky Expedice 29, jejíž start je plánován na září 2011. Jmenování oficiálně potvrdila NASA v říjnu 2009. V lednu 2010 byl však přeřazen do záložní posádky Expedice 31.
V souvislosti s rozhodnutím Roskosmosu o shromáždění ruských kosmonautů v jednom oddílu odešel ze společnosti RKK Eněrgija a od 22. ledna 2011 je kosmonautem Střediska přípravy kosmonautů.
Na jaře 2011 nahradil Konstantina Valkova v posádce Expedice 31/32 na Mezinárodní vesmírnou stanici (ISS) s plánovaným startem v březnu 2012 a v záložní posádce Expedice 29/30. V Sojuzu TMA-04M vzlétl na oběžnou dráhu 15. května 2012 společně s Gennadijem Padalkou a Josephem Acabá, o dva dny později se připojili k posádce ISS. Po čtyřech měsících pobytu na ISS se Padalka, Revin, Acabá vrátili do Sojuzu, 16. září 2012 v 23:09:00 UTC se s lodí odpojili od stanice a druhý den v 02:52:53 UTC přistáli v kazašské stepi severovýchodně od Arkalyku. Let trval 124 dní, 23 hodin a 52 minut.
K 10. květnu 2017 ztratil status kosmonauta ze zdravotních důvodů. Zůstal ve Středisku přípravy kosmonautů na pozici vedoucího specialisty oddílu, se třemi dalšími kolegy roku 2019 zařazený jako „kosmonaut-manažer“, to jest člen oddílu, ale nikoliv aktivní kosmonaut.
Sergej Revin je ženatý, má syna.

### Veřejná činnost
Ve volbách starosty Moskvy v létě 2018 kandidoval za ruskou stranu Zelených, strana se však rozhodla soustředit se na regiony, v nichž měla šanci dosáhnout více než 5 % hlasů, proto jeho kandidaturu stáhla a podpořila stávajícího (a ve volbách znovuzvoleného) starostu Sergeje Sobjanina.

## Tituly a vyznamenání
- Hrdina Ruské federace (28. května 2014)[1]
- Letec-kosmonaut Ruské federace (28. května 2014)[1]